# Croton hemiargyreus
Espèce
Croton hemiargyreus est une espèce de plantes à fleurs du genre Croton et de la famille des Euphorbiaceae, présente au Brésil (Minas Gerais, Rio de Janeiro).
Il a pour synonymes :
- Croton hemiargyreus var. genuinus, Müll.Arg., 1873
- Croton hemiargyreus var. gymnodiscus, Müll.Arg., 1873
- Oxydectes hemiargyrea, (Müll.Arg.) Kuntze